# Calle del Perucho
La calle del Perucho es una vía pública de la ciudad española de Segovia.

## Descripción
La vía discurre desde la calle del Jardín Botánico hasta la de los Alfareros. Debe el título a Pedro de Monjaraz, conocido por el apodo de «Perucho», que fue alcaide del alcázar de la ciudad en el siglo XV. Aparece descrita en Las calles de Segovia (1918) de Mariano Sáez y Romero con las siguientes palabras:

Perucho.—Entra por la calle de Estiradores y sale a la del Morillo. Se llama así en recuerdo de Pedro de Monjaraz, al que sus contemporáneso nombraban familiarmente Perucho. Este «Perucho» o Pedro de Monjaraz fué alcaide del Alcázar de Segovia por el año 1465, y persona de gran confianza del Rey Enrique IV.
(Sáez y Romero, 1918a, p. 130)

Hubo también una «travesía del Perucho», que conectaba aquella calle con la de José Zorrilla; en los siguientes términos hablaba de ella Sáez y Romero en la misma obra:

Perucho (Travesía del).—Calle corta, de casas modestas y sin importancia, que desde la calle de José Zorrilla sale a la del Perucho y la da nombre.
(Sáez y Romero, 1918b, p. 130)